# Бялишево
Бялишево (пол. Białyszewo) — село в Польщі, у гміні Серпць Серпецького повіту Мазовецького воєводства.
Населення — 156 осіб (2011).

## Демографія
Демографічна структура станом на 31 березня 2011 року:
|          | Загалом | Допрацездатний вік | Працездатний вік | Постпрацездатний вік |
| -------- | ------- | ------------------ | ---------------- | -------------------- |
| Чоловіки | 73      | 17                 | 50               | 6                    |
| Жінки    | 83      | 18                 | 50               | 15                   |
| Разом    | 156     | 35                 | 100              | 21                   |